# خليفة العماري
خليفة العماري (مواليد 31 يناير 1990) هو لاعب كرة قدم قطري يلعب حراسة مرمى .
لعب سابقاً مع أندية السد ولخويا و السيلية والشحانية و الريان والشمال .
لعب مباراتين مع منتخب قطر .

## روابط خارجية
- خليفة العماري على موقع Soccerway.com (الإنجليزية)